# Bailliage de Lamarche
Ne doit pas être confondu avec Comté de la Marche.
Le bailliage de Lamarche (également écrit La Marche), est une ancienne entité administrative du duché puis de la province de Bar, ayant existé jusqu'en 1789. Il se composait de trois enclaves principales, celles-ci avaient pour chefs-lieux : la Marche-en-Barrois, Saint-Thiébaut et Gondrecourt-le-château.

## Histoire
Ce bailliage était sous le ressort du parlement de Paris (dans l'Ancien Régime, un parlement était une cour de justice) et on y suivait la coutume du Bassigny. D'autre part, les lieux le composant qui étaient des anciennes dépendances de Saint-Thiébaut et de Gondrecourt, ressortissaient au présidial de Châlons-sur-Marne pour les cas attribués aux présidiaux. Enfin, les appels de la justice de Broussey-en-Blois se portaient au bailliage de Chaumont-en-Bassigny.
Sur le plan spirituel, les diocèses présents dans ce bailliage étaient celui de Besançon, celui de Langres et celui de Toul.

## Composition
En 1779, ce bailliage comprenait les communautés suivantes :
- La Marche-en-Barrois, le hameau d’Oreille-Maison, la cense de Rapéchamp, et le prieuré de St. Étienne-du-Mont
- Abainville
- Les forges d'Abainville et leur dépendances
- Ainvelle
- Amanty
- Badonvilliers (mi-parti avec la prévôté de Vaucouleurs-Champagne)
- Baudignécourt
- Bazoille-sur-Meuse
- Beaucharmois
- Bleurville et la cense de Lichecourt
- Blonde-Fontaine
- Broussey-en-Blois (mi-parti avec la prévôté de Vaucouleurs-Champagne)
- Burey-en-Vaux (mi-parti avec la Champagne)
- Chatillon-sur-Saône
- Conflans-en-Bassigny
- Dampierre
- Demange-aux-Eaux
- Domremy-la-Pucelle
- Épiez (mi-parti avec la prévôté de Vaucouleurs-Champagne)
- Flabémont (l'abbaye de), la cense de Domvallier et celle de Sainte-Pétronille
- Fouchécourt
- Frain
- Girauvilliers
- Girefontaine
- Goncourt et la maison de la papeterie
- Gondrecourt-le-Château
- Goussaincourt (mi-parti avec la prévôté de Vaucouleurs-Champagne)
- Grignoncourt (mi-parti avec la Champagne)
- Hautevelle
- Horville
- Houdelaincourt
- Huillécourt et le fief de Friancourt
- Illoud et la Fortelle
- Ische ou Iche et la cense de Malaumont
- St. Julien-sur-Saône
- Lézéville (mi-parti avec la prévôté d'Andelot-Champagne)
- Lironcourt (mi-parti avec la Comté)
- Malroy
- Martigny-devant-la-Marche et la cense haute-justice de Bohenne
- Maxey-sur-Vaize
- Mélay
- Morizécourt
- Morvilliers, ci-devant Liffou-le-grand
- Oziéres
- Pargney-la-blanche-Côte et la cense de St. Jean de Jérusalem de Laucourt
- Provenchéres-en-Bassigny
- Rocourt
- Romain-aux-bois
- Romain-sur-Meuse et la cense de Seichepré
- Rosieres-en-Blois
- Rosieres-sur-Mouzon et le moulin de la Planchotte
- Saulxure-lès-Beaucharmois
- Senaide et la cense d'Andoivre
- Seraucourt-lès-Marey
- Serécourt et le château de Deuilly
- Saint-Thiébault
- Les Thons (mi-parti avec la Champagne)
- Tignécourt
- Tolaincourt
- Villoucel
- Vougécourt (mi-parti avec la Champagne)
- Vouthon-haut
- Vouthon-bas
- Vrécourt
- Vroncourt-en-Bassigny
- Uruffe

## Source
- Nicolas Durival, Description de la Lorraine et du Barrois, tome second, Nancy, 1779.